# Церква Воскресіння Христового (Рабат)
Церква Воскресіння Христового у Рабаті — найдавніша з трьох діючих православних церков у Марокко, побудована в 1932 р. білою еміграцією. У 2011 р. розписана фресками. Підпорядкована Управлінню Московської патріархії із закордонних установ. До 1946 р. — в юрисдикції Архієпископії парафій російської традиції в Західній Європі. Розташована на площі Баб Тамесна по авеню Хасана II.

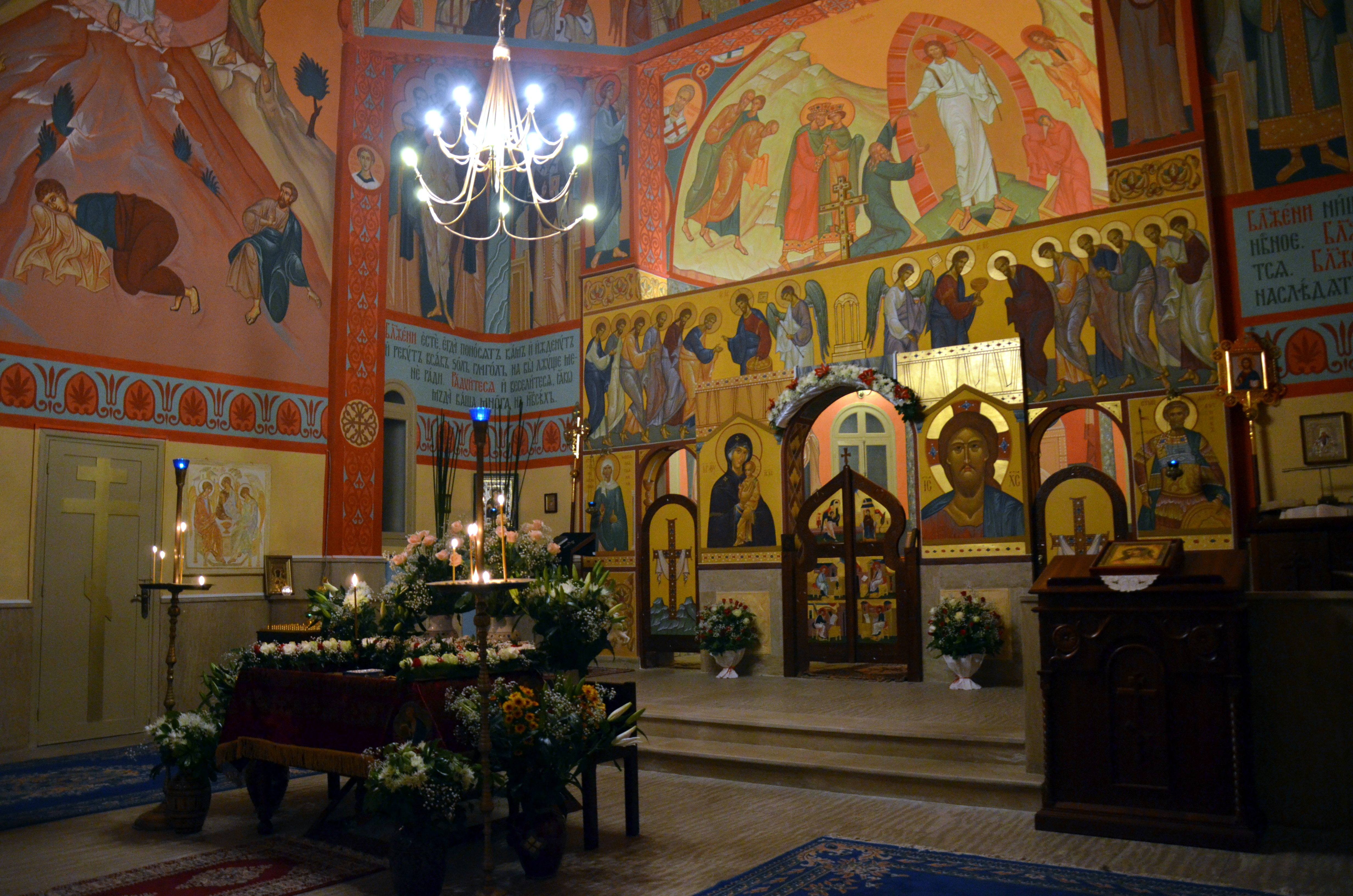
Інтер'єр храму у Велику Суботу
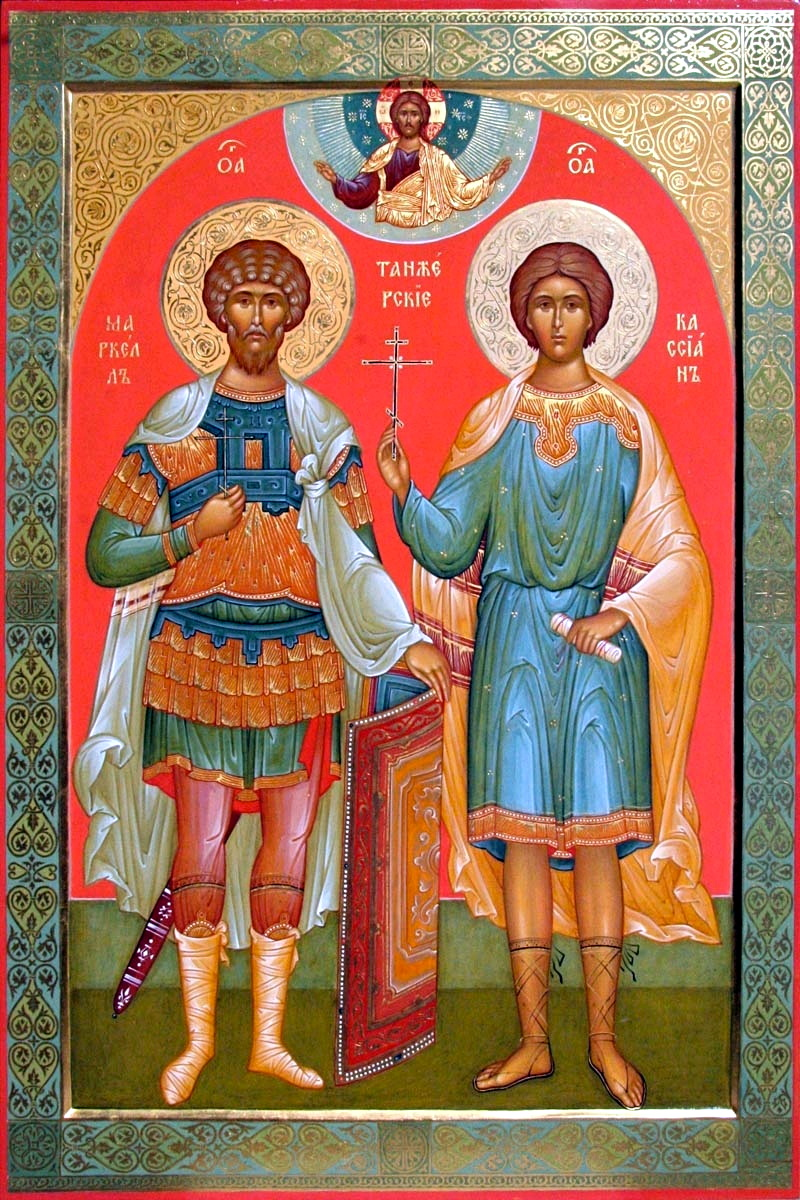
Ікона Танжерських мучеників